# Du You
Du You (Chinees: 杜佑; pinyin: Dù Yòu) (735 – 23 december 812, omgangsnaam: Junqing (君卿), formeel Hertog Anjian van Qi (岐安簡公), was een Chinese geleerde, historicus, en politicus. Hij diende als kanselier (hoofd van een departement) tijdens de Tang dynastie.

## Tongdian
Volgens Du You kon de geschiedenis het best worden begrepen door de historische ontwikkeling van de overheidsorganisatie te bestuderen. Met zijn 'Doorlopende canon' (Tongdian, 通典) vestigde hij een nieuw genre binnen de Chinese historiografie, de geschiedenis van overheidsinstellingen. Het werk loopt van de vroegste tijd tot 755 na Chr. en bestaat uit negen thematische verhandelingen. Er wordt geschreven over het economisch systeem (geld en voedsel), de ambtenarenexamens, officiële titulatuur, riten, (hof)muziek, militaire kwesties, wetgeving en bestraffing, politieke geografie (provinciaal bestuur) en verdediging van de grenzen.
Du You was onder de indruk van een werk in 35 juan door Liu Zhi gedurende keizer Tang Xuanzong dat bekend stond als de Zhengdian. Dit was een handboek van filosofieën, riten en principes van bestuur. Maar Du beschouwde het werk als incompleet. Dus breidde hij het uit tot een werk in 200 juan, de Tongdian.
In 801, in Huinan, vroeg hij zijn ondergeschikten het werk over te brengen naar keizer Dezong in Chang‘an. Keizer Dezong vaardigde een edict uit waarin hij het werk erg prees. Het werk werd populair en een sleutel voor informatie over riten, muziek, strafrecht en bestuur. Er werd gezegd dat het zo gedetailleerd was dat informatie over de laatste duizend jaar gemakkelijk toegankelijk werd.